# Уилсон, Карли
Карли Уилсон (англ. Carly Wilson; родилась 8 июля 1982 года, Вермонт, штат Виктория, Австралия) — австралийская профессиональная баскетболистка, которая выступала в женской национальной баскетбольной лиге (ЖНБЛ). Играла на позиции атакующего защитника. Трёхкратная чемпионка женской НБЛ (2004, 2005, 2010).

## Ранние годы
Карли Уилсон родилась 8 июля 1982 года в городе Вермонт (штат Виктория), восточном пригороде Мельбурна.